# Цукер, Арианн
Ариа́нн Бе́тен Цу́кер (англ. Arianne Bethene Zucker; род. 3 июня 1974, Нортридж) — американская актриса

 и фотомодель, наиболее известная благодаря своей роли Николь Уокер в мыльной опере «Дни нашей жизни», где она снимается с 1998 года. За роль в шоу она получила премию «Дайджеста мыльных опер» и трижды номинировалась на дневную премию «Эмми».

## Биография и личная жизнь
Цукер родилась в Нортридже, штат Калифорния, в семье еврейского происхождения. Её мать Барбара — лаборант, а отец Барри — сантехник. У неё есть старший брат — Тодд.
В 2002—2014 годы Цукер была замужем за актёром Кайлом Лаудером, от которого у неё есть дочь — Изабелла Синтия Лаудер (род. 7 декабря 2009).